# سیدی لخضر (استان مستغانم)
سیدی لخضر (استان مستغانم) (به عربی: سيدي لخضر) یک شهرداری در الجزایر است که در ناحیه سیدی لخضر واقع شده‌است. سیدی لخضر ۱۴۰ کیلومتر مربع مساحت و ۳۴٬۶۱۲ نفر جمعیت دارد.